# Slag bij Galveston Harbor (1862)
De Slag bij Galveston Harbor vond plaats op 4 oktober 1862 bij Galveston, Texas tijdens de Amerikaanse Burgeroorlog.

## Achtergrond
De haven van de Zuidelijke stad Galveston werd sinds juli 1861 geblokkeerd door de Noordelijke marine. Om 06.00u op 4 oktober 1862 stuurde commandant William B. Renshaw de USS Harriet Lane de haven in onder bescherming van de witte vlag.
De bemanning bracht een boodschap over van de Renshaw waarin stond dat de Zuidelijke autoriteiten de kans kregen om zich eervol over te geven. Anders zou de stad aangevallen worden. Ze kregen 1 uur om te antwoorden.

## De slag
De bevelhebber van Galveston, colonel Joseph J. Cook wilde de boodschap niet in ontvangst nemen. Na een uur lichtte de Harriet het anker en sloot zich opnieuw aan bij de vloot. De Noordelijke schepen voeren daarop de haven binnen waarop de Zuidelijke batterij van fort Point het vuur opende. De Noordelijken beantwoorden het vuur en schakelden de Zuidelijke batterij uit.
Twee Zuidelijke kanonnen die opgesteld stonden bij Fort Bankhead vuurden eveneens op de Noordelijke vloot. Omdat hun reikwijdte te klein was, werden deze kanonnen genegeerd door de Noordelijken. Kolonel Cook stuurde een sloep naar de Noordelijke schepen onder de witte vlag. Renshaw eiste opnieuw de onvoorwaardelijke overgave van de stad. Cook weigerde de voorwaarden te accepteren en vermeldde aansluitend dat de verantwoordelijkheid voor het doden en verwonden van onschuldige vrouwen en kinderen op de schouders van Renshaw zouden rusten indien Renshaw opnieuw het vuur zou openen op de stad. Renshaw voerde de druk op en gaf al het bevel om de mortierschuit opnieuw in stelling te brengen. Na overleg werd een wapenstilstand van één dag afgesproken om de burgers te evacueren.

## Gevolgen
Deze overeenkomst werd nooit op papier gezet. Toen de Zuidelijken de stad volledig evacueerden en ook hun voorraden, munitie en wapens wegvoerden, kon Renshaw bij gebrek aan een officieel document niets doen om dit te verhinderen.
De inname van Galveston door de Noordelijken betekende een haven minder voor de Zuidelijke aanvoer van voorraden. Tijdens de Slag bij Galveston Harbor in januari 1863 werd de stad opnieuw ingenomen door de Zuidelijken. De aanvoer via deze haven werd verzekerd voor de rest van de oorlog.